# Ópáva
Ópáva (szerbül Опово / Opovo, németül Königsdorf) település és község Szerbiában, a Vajdaságban, a Dél-bánsági körzetben.

## Fekvése
Pancsovától északnyugatra, a Temes mellett fekvő település.

## A község települései
Ópáván kívül a községhez még három település tartozik (zárójelben a szerb név szerepel):
- Baranda (Баранда / Baranda)
- Szekerény (Сефкерин / Sefkerin)
- Torontálsziget (Сакуле / Sakule)

## Története
Ópáva (avagy Oppova) 1332-ben már létezett, a török időkben azonban elpusztult, 1766-ban alapították újra.
Az 1717. évi összeíráskor a pancsovai kerülethez tartozó helységek között szerepelt három lakott házzal, és a Mercy-féle térképen is a részben lakott helyek között tüntették fel.
1769-ben két településből állt: Zsélyciből és Kaljugából. Klagujában a németek és magyarok telepedtek le.
1767-től a német-bánsági katonai határőrvidékhez tartozott és a 12. számú német-bánsági határőrezred egyik századának székhelye lett.
1788-ban a török hadjárat alatt, Ali bég visszaszorította báró Lilien tábornokot, aki október 17-én Oppováig vonult vissza. Még ez évben, október 25-én II. József császár útban Zimony felé a községen utazott keresztül. Ez idő körül épült az Eugén-töltés, melyet hadi szempontból ismét kiépítettek.
1789-ben németek, majd 1810-ben horvátok telepedtek itt le.
Az 1848-as custozzai csatában Mojsza Milos oppovai születésű szakaszvezető az ellenség zászlóvivőjét lelőtte, a zászlót és revolverét elvette, ezek a tárgyak a hős 1885-ben bekövetkezett halála után a bécsi hadimúzeumba kerültek.
1863-ban nagy kolerajárvány pusztított a községben. Tizenegy évvel később  az 1874-1875-ös, majd az 1888, 1895. és 1897-es években az árvizektől szenvedett sokat a település.
1910-ben 4288 lakosából 109 magyar, 406 német, 3409 szerb volt. Ebből 1195 római katolikus, 85 református, 2967 görögkeleti ortodox volt.
A trianoni békeszerződés előtt Torontál vármegye Antalfalvai járásához tartozott.

## Népesség

### Demográfiai változások
| 1948 | 1953 | 1961 | 1971 | 1981 | 1991 | 2002 | 2011 |
| ---- | ---- | ---- | ---- | ---- | ---- | ---- | ---- |
| 4396 | 4415 | 4254 | 4482 | 4769 | 4777 | 4693 | 4527 |

| Nemzetiség       | Szám | %     |
| Szerbek          | 3744 | 79,77 |
| Horvátok         | 271  | 5,77  |
| Jugoszlávok      | 155  | 3,30  |
| Cigányok         | 98   | 2,08  |
| Magyarok         | 28   | 0,59  |
| Macedónok        | 21   | 0,44  |
| Montenegróiak    | 8    | 0,17  |
| Szlovákok        | 8    | 0,17  |
| Németek          | 8    | 0,17  |
| Ukránok          | 5    | 0,10  |
| Románok          | 5    | 0,10  |
| Csehek           | 2    | 0,04  |
| Bolgárok         | 2    | 0,04  |
| Albánok          | 2    | 0,04  |
| Szlovének        | 1    | 0,02  |
| Oroszok          | 1    | 0,02  |
| Muzulmánok       | 1    | 0,02  |
| Egyéb/Ismeretlen |      |       |

| Nemzetiség       | Szám  |
| Szerbek          | 3 771 |
| Horvátok         | 156   |
| Cigányok         | 117   |
| Magyarok         | 32    |
| Jugoszlávok      | 24    |
| Németek          | 16    |
| Macedónok        | 9     |
| Szlovákok        | 9     |
| Románok          | 8     |
| Albánok          | 6     |
| Oroszok          | 6     |
| Montenegróiak    | 5     |
| Ukránok          | 4     |
| Muzulmánok       | 3     |
| Bolgárok         | 2     |
| Szlovének        | 1     |
| Egyéb            | 16    |
| Nem nyilatkozott | 107   |
| Régió            | 153   |
| Ismeretlen       | 82    |

## Nevezetességek
- Római katolikus temploma - 1766-ban épült fából; Árpád-házi Szent Erzsébet tiszteletére szentelték fel. A templom 1814-ben leégett, s 1826-ban építették fel újra.
- Görögkeleti temploma - 1770-ben épült

## Jegyzetek

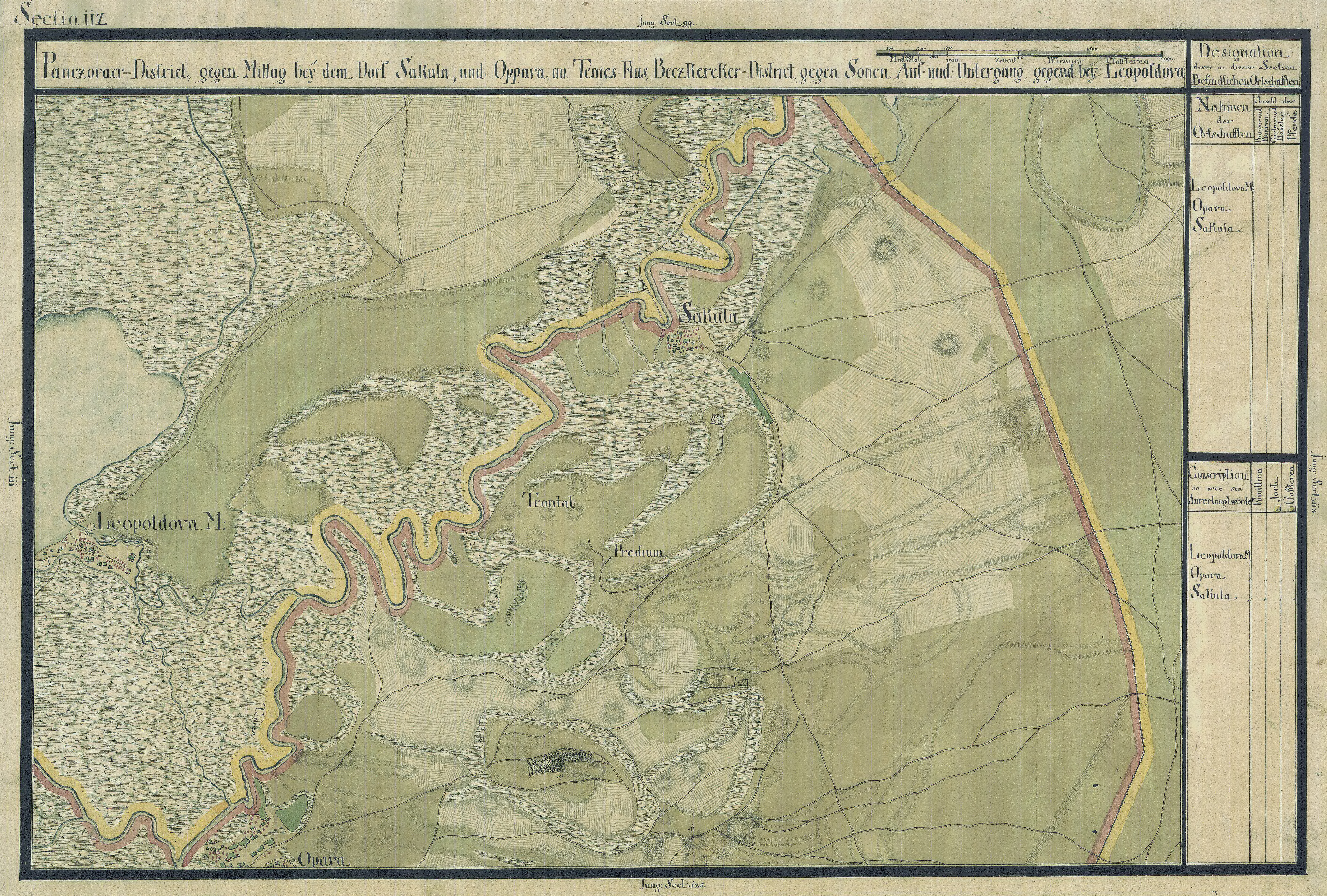
Ópáva egy régi térképen